# سکورنیتسه
سکورنیتسه (به چکی: Skořenice) یک منطقهٔ مسکونی در جمهوری چک است که در ناحیه اوستی ناد اورلیتسی واقع شده‌است. سکورنیتسه ۴٫۴۵ کیلومتر مربع مساحت و ۴۴۰ نفر جمعیت دارد و ۲۹۴ متر بالاتر از سطح دریا واقع شده‌است.